# Маттшеродт, Катрин
Катрин Маттшеродт-Бункус (нем. Katrin Mattscherodt-Bunkus; род. 26 октября 1981 года, Восточный Берлин, ГДР) — немецкая конькобежка. Олимпийская чемпионка 2010 года. 2-кратная чемпионка Германии в многоборье и однократная на дистанции 3000 м, 11-кратная призёр чемпионата Германии.

## Биография
Катрин Маттшеродт начала заниматься конькобежным спортом в клубе "SC Berlin," под руководством Томаса Шуберта. С 1994 года стала участвовать в соревнованиях. Первый значимый успех пришёл только в 2003 году, когда она выиграла "золото" на юношеском чемпионате Северной Европы до 23 лет на дистанции 5000 м, а также стала 2-й в забегах на 1500 и 3000 м. В следующем сезоне дебютировала на Кубке мира, а в 2005 году впервые выиграла серебряную медаль на чемпионате Германии в забеге на 5000 м.
В 2006 году стала 3-й в многоборье на Национальном чемпионате и на дебютном чемпионате Европы в Хамаре заняла 17-е место в многоборье. Через год стала 14-й на чемпионате Европы в Коллальбо и следом на чемпионате мира на отдельных дистанциях в Солт-Лейк-Сити заняла лучшее 15-е место на дистанции 5000 м.
В 2008 году Катрин выиграла впервые чемпионат Германии в многоборье, а в январе 2008 года на чемпионате Европы в Коломне заняла 9-е место. В феврале на чемпионате мира в классическом многоборье в Берлине поднялась на 10-е место и в марте на чемпионате мира на отдельных дистанциях в Нагано стала 10-й в забеге на 5000 м и 11-й на 3000 м.
В сезоне 2009/10 выиграла чемпионат Германии на дистанции 3000 м. В январе 2010 года участвовала на чемпионате Европы в Хамаре, где заняла только 20-е место в сумме многоборья. На зимних Олимпийских играх в Ванкувере она стала чемпионкой в командной гонке, а также заняла 13-е место на дистанции 3000, в забеге на 5000 м была дисквалифицирована за выезд с беговой дорожки.
После игр Катрин решила взять паузу и ей пришлось пройти трудоёмкий курс обучения в Бундесвере, тренироваться и одновременно проходить реабилитацию, потому что она страдала от длительной травмы. В октябре стартовала в сезоне 2010/11 годов, а в марте 2011 года на чемпионате мира на отдельных дистанциях в Инцелле заняла 14-е место в забеге на 5000 м. В 2012 году стала чемпионкой Германии в многоборье и завершила карьеру 12 июля 2012 года.

## Личная жизнь
Катрин Маттшеродт работала в DOSB в качестве консультанта в отделе молодежных спортивных соревнований. В 2018 году получила степень магистра по спортивным наукам в Немецком университете здоровья и спорта (DHGS) в Берлине. Молодая мама также является капитаном Бундесвера. Она была главой Федеральной базы DESG в Берлине и в 2020 году подала в отставку из-за проблем в конькобежном спорте Германии. В 2022 году Катрин была выбрана в совет директоров немецкой спортивной молодежи (DSJ).

## Награды
- 2010 год - награждена Серебряным лавровым листом